# Lijst van Belgische adelsverheffingen 1911
Lijst van Belgische adelsverheffingen 1911

## Baron
- Felix de Laage de la Rocheterie, inlijving in de Belgische erfelijke adel met de titel baron, overdraagbaar bij eerstgeboorte

## Jonkheer
- Jean-Mathias de Bernuth (1860-1947), verzekeraar, grote naturalisatie, inlijving in de Belgische erfelijke adel. De twee zoons werden opnieuw Duitser.
- François du Four, verheffing, erfelijke adel
- Jacques Simonis, verheffing, erfelijke adel
- Armand Simonis, verheffing, erfelijke adel
- Louis Simonis, verheffing, erfelijke adel